# Bracon nigricaudus
Bracon nigricaudus är en stekelart som beskrevs av Niezabitowski 1910. Bracon nigricaudus ingår i släktet Bracon och familjen bracksteklar. Inga underarter finns listade.